# Navalafuente
Navalafuente er en by og kommune i det centrale Spanien i Madrid-regionen. Den har et indbyggertal på 1.672 (2024) indbyggere.